# Willughbeieae
Willughbeieae es una tribu de la subfamilia Rauvolfioideae perteneciente a la familia Apocynaceae. Comprende 18 géneros.

## Géneros
Ancylobotrys - Bousigonia - Chamaeclitandra - Clitandra - Couma - Cyclocotyla - Cylindropsis - Dictyophleba - Hancornia - Lacmellea - Landolphia - Leuconotis - Orthopichonia - Pacouria - Parahancornia - Saba - Vahadenia - Willughbeia